# 2024-es sakkvilágbajnokság
A 2024-es sakkvilágbajnokság a Nemzetközi Sakkszövetség (FIDE) által szervezett versenysorozat, amely az elért helyezések alapján a világkupán való indulásra jogosító kontinensbajnokságokból és zónaversenyekből, a világbajnokjelöltek versenyén való részvételhez kvalifikációt biztosító 2023-as világkupaversenyből, a 2023-ban megrendezett FIDE Grand Swiss svájci rendszerű versenyből és a nyolc legjobb versenyző részvételével rendezett világbajnokjelölti versenyből, majd a versenysorozatot lezáró világbajnoki döntőből áll.
A 2024 áprilisában Torontóban rendezett világbajnokjelölti versenyt Dommarázu Gukés nyerte, így ő lett a regnáló világbajnok, Ting Li-zsen kihívója.
A világbajnoki döntőt 2024. november 25. és december 12. között rendezték Szingapúrban. A mérkőzés 2,5 millió dolláros nyereményalappal rendelkezett. A mérkőzésen 14 klasszikus játszmát játszottak, amelynek végén, az utolsó játszmában elért győzelemmel Gukés 7,5–6,5 arányban megnyerte a világbajnokság döntőjét. Ezzel a 18 éves indiai Gukés lett minden idők legfiatalabb világbajnoka.

## Kvalifikációs versenyek

### Sakkvilágkupa

#### Kontinensbajnokságok és zónaversenyek
A versenysorozat első lépcsői a kontinensbajnokságok és a zónaversenyek, amelyeken a sakkvilágkupán való részvételre lehet kvalifikációt szerezni.
A világkupára a 2024-es sakkvilágbajnoki ciklusban a kontinensbajnokságokról és a zónaversenyekről összesen 109 fő szerzett kvalifikációt, a nemzeti szövetségek javaslatai alapján, az Élő-pontszámok alapján 71 fő vehetett részt. Jogosultságot szerzett az indulásra 13 fő az előző évi átlagos Élő-pontszám alapján a világranglista éléről (akik más módon nem kvalifikálták magukat), négy fő az előző sakkvilágkupán elért eredménye alapján (az elődöntősök), a női sakkvilágbajnok, a junior világbajnok, valamint a FIDE-elnök négy és a szervezőbizottság két szabadkártyása, és meghívást kapott a regnáló világbajnok is, így összesen 206 versenyző indult a tornán.

#### A sakkvilágkupa
A 2023-as sakkvilágkupa a 206 induló versenyző között kieséses rendszerű páros mérkőzések keretében zajlott 2023. július 30. – augusztus 24. között az azerbajdzsáni Bakuban. A verseny első három helyezettje jutott be a világbajnokjelölti versenyre. (Ha a 2023-as világbajnokság döntőjének résztvevői közül valaki dobogós helyezést ért volna el, a világkupa negyedik helyezettje is továbbjutott volna.)

### FIDE Grand Swiss
2023-ban harmadik alkalommal rendezték meg a svájci rendszerű tornát, amelyre meghívást kapott a 2023. június 1-ji Élő-pontszáma alapján a világranglista első 100 helyezettje, a 2020-as női sakkvilágbajnokság győztese, négy szabadkártyás, akit a négy kontinentális sakkszervezeti elnökök hívtak meg, négy szabadkártyát a FIDE elnöke osztott ki, valamint a rendező által meghívott öt versenyző.
A tornát 114 fő részvételével rendezték meg 2023. október 25. – november 5. között a Man-szigeti Douglasban. A verseny első két helyezettje indulhat a világbajnokjelölti versenyen.

### További versenyek
A 2023-ban a Nemzetközi Sakkszövetség versenyein (FIDE Circuit) legjobb eredményeket elérő, más módon nem kvalifikált versenyző is helyet kap a világbajnokjelölti versenyen.

## A világbajnokjelöltek versenye
A világbajnokjelöltek versenyét 2024. április 2. – április 21. között Torontóban rendezték, ahol a világbajnok kihívójának személye a kvalifikációt szerző nyolc résztvevő között kétfordulós körmérkőzés során dőlt el. Magnus Carlsen 2024 januárjában hivatalosan bejelentette, hogy nem indul a versenyen. Carlsen helyett a 2023-as sakkvilágkupa 4. helyezettje, az azeri Nicat Abasov vehetett részt a tornán.
A versenyt az indiai Dommarázu Gukés nyerte, így ő mérközhet meg a regnáló világbajnok kínai Ting Li-zsennel a címért.
| Kvalifikáció                                    | Versenyző                      | Ország           | Élő-p. (2024. április) | Világranglista helyezés (2024. április) | Kor |
| ----------------------------------------------- | ------------------------------ | ---------------- | ---------------------- | --------------------------------------- | --- |
| A 2023-as sakkvilágbajnokság vesztese           | Jan Nyepomnyascsij             | FIDE             | 2758                   | 7.                                      | 33  |
| A 2023-as sakkvilágkupa első három helyezettje  | Magnus Carlsen (visszalépett)  | Norvégia         | 2830                   | 1.                                      | 33  |
| A 2023-as sakkvilágkupa első három helyezettje  | Ramésubábu Piragnyánanda       | India            | 2747                   | 14.                                     | 18  |
| A 2023-as sakkvilágkupa első három helyezettje  | Fabiano Caruana                | Egyesült Államok | 2803                   | 2.                                      | 31  |
| A 2023-as sakkvilágkupa első három helyezettje  | Nicat Abasov (Carlsen helyett) | Azerbajdzsán     | 2632                   | 114.                                    | 28  |
| A 2023-as FIDE Grand Swiss első két helyezettje | Vidit Szantós Gudzsaráti       | India            | 2727                   | 25.                                     | 29  |
| A 2023-as FIDE Grand Swiss első két helyezettje | Nakamura Hikaru                | Egyesült Államok | 2789                   | 3.                                      | 36  |
| A 2023-as FIDE Circuit győztese                 | Dommarázu Gukés                | India            | 2743                   | 16.                                     | 17  |
| Élő-pontszám alapján                            | Li-Reza Firuzdzsa              | Franciaország    | 2760                   | 6.                                      | 20  |

Megjegyzés: Ha a sakkvilágkupa dobogósai közt van a világbajnok vagy más módon már kvalifikált versenyző, elsőként a negyedik helyezett kap jogot az indulásra, további szabad hely esetén még egy játékos kerül be Élő-pontszám alapján. Ha a Grand Swiss első két helyezettje közt van a világbajnok vagy más módon már kvalifikált versenyző, a legmagasabb helyen lévő még nem kvalifikált játékos kerül be.

### A világbajnokjelölti verseny szabályai
A gondolkodási idő 120 perc az első 40 lépésre, majd még 30 percet kapnak. A játékosok a 41. lépéstől kezdve lépésenként 30 másodperc többletidőt kapnak. A 40. lépés előtt tilos a megegyezéses döntetlen, kivéve ha háromszori lépésismétlés vagy patthelyzet áll elő.

#### A holtverseny eldöntése
A verseny 14 fordulós, amelyben a nyolc résztvevő kétfordulós körmérkőzésen küzd meg egymással. Ha az első és második helyen két vagy több versenyző között holtverseny alakul ki, akkor az alábbiak szerint döntik el a helyezéseket:
- A játékosok két 15 perces játszmát játszanak 10 másodperces többletidővel. Ha kettőnél többen állnak az első helyen, egyfordulós körmérkőzésre kerül sor. Ha heten vagy nyolcan vannak az első helyen, 10 perces játszmákat játszanak 5 másodperces többletidővel.
- Ha nem dől el az elsőség, 3 perces játszmák következnek 2 másodperc bónuszidővel.
- Ha továbbra is pontegyenlőség áll fenn egyenes kieséses rendszerben döntenek, ahol az egyes mérkőzéseket az nyeri, aki először nyer egy játszmát (az időkorlát 3 perc 2 másodperc bónuszidővel).

Az első helyen keletkezett holtverseny eldöntését követően a többi helyezés sorrendjét az alábbiak szerint határozzák meg: ha az első helyen kettőnél több versenyző állt holtversenyben a 14. fordulót követően, akkor a rájátszások során elért sorrendet veszik figyelembe. A többi játékos közötti sorrend az alábbiak szerint kerül meghatározásra:
- a Sonneborn–Berger-számítás szerinti pontszám;
- a tornán megnyert játszmák száma;
- a holtversenybe került versenyzők egymás elleni eredménye;
- sorsolás.

#### A világbajnokjelöltek versenyének díjazása
A torna díjalapja 500 000 euró, amelyet az alábbiak szerint osztják el:
- 1. helyezett: 48 000 euró;
- 2. helyezett: 36 000 euró;
- 3. helyezett: 24 000 euró.

Holtverseny esetén a holtversenyben levők azonos díjat kapnak, függetlenül a holtverseny eldöntésének eredményétől.
A fentieken túl minden versenyző a versenyen elért minden fél pont után 3500 euró díjazásban részesül.

### A világbajnokjelöltek egymás elleni eredményei
A világbajnokjelölti versenyen résztvevő nyolc versenyző közül a verseny kezdetéig egymás ellen játszott hagyományos időbeosztású játszmákat figyelembe véve a legjobb eredménnyel Nakamura Hikaru rendelkezik, aki 15 alkalommal győzött riválisai ellen, és csak 10 alkalommal szenvedett vereséget 46 döntetlen mellett. Őt Fabiano Caruana (17 győzelem, 13 vereség, 57 döntetlen) és Jan Nyepomnyascsij (9 győzelem, 8 vereség, 30 döntetlen) követi pozitív mérleggel. Dommarázu Gukés 5–5-re állt 9 döntetlen mellett, a többiek negatív mérleggel rendelkeznek az egymás elleni eredményeiket tekintve. Ramésubábu Piragnyánanda és Nicat Abasov korábban nem mérkőztek meg egymás ellen klasszikus időbeosztásban.
|   | Versenyző                | Élő-p. | VR.h.[7] | Caruana  | Nakamura | Firuzdzsa | Nyepomnyascsij | Piragnyánanda | Gukés   | Vidit   | Abasov  | Össz.      |
| - | ------------------------ | ------ | -------- | -------- | -------- | --------- | -------------- | ------------- | ------- | ------- | ------- | ---------- |
| 1 | Fabiano Caruana          | 2803   | 2.       |          | 8−9 (33) | 5–1 (6)   | 1–1 (13)       | 1–0 (3)       | 1–1 (1) | 0–0 (1) | 1–1 (0) | 17–13 (57) |
| 2 | Nakamura Hikaru          | 2789   | 3.       | 9–8 (33) |          | 1–0 (2)   | 3–2 (7)        | 0–0 (2)       | 1–0 (0) | 0–0 (2) | 1–0 (0) | 15–10 (46) |
| 3 | Li-Reza Firuzdzsa        | 2760   | 6.       | 1–5 (6)  | 0–1 (2)  |           | 3–4 (2)        | 0–0 (2)       | 1–1 (1) | 0–2 (1) | 2–0 (1) | 7–13 (15)  |
| 4 | Jan Nyepomnyascsij       | 2758   | 7.       | 1–1 (13) | 2–3 (7)  | 4–3 (2)   |                | 0–0 (2)       | 0–1 (1) | 2–0 (5) | 0–0 (1) | 9–8 (30)   |
| 5 | Ramésubábu Piragnyánanda | 2747   | 14.      | 0–1 (3)  | 0–0 (2)  | 0–0 (2)   | 0–0 (2)        |               | 2–2 (3) | 3–3 (1) | 0–0 (0) | 5–6 (13)   |
| 6 | Dommarázu Gukés          | 2743   | 16.      | 1–1 (1)  | 0–1 (0)  | 1–1 (1)   | 1–0 (1)        | 2–2 (3)       |         | 0–0 (2) | 0–0 (1) | 5–5 (9)    |
| 7 | Vidit Gudzsaráti         | 2727   | 25.      | 0–0 (1)  | 0–0 (2)  | 2–0 (1)   | 0–2 (5)        | 3–3 (1)       | 0–0 (2) |         | 0–2 (1) | 5–7 (13)   |
| 8 | Nicat Abasov             | 2632   | 114.     | 1–1 (0)  | 0–1 (0)  | 0–2 (1)   | 0–0 (1)        | 0–0 (0)       | 0–0 (1) | 2–0 (1) |         | 3–4 (4)    |
Megjegyzés: Zárójelben a döntetlen játszmák száma.

### A játéknapok
Az egyes napokon a fordulók helyi idő szerint 14:30-kor kezdődnek
| Dátum             | Nap       | Esemény                                 |
| ----------------- | --------- | --------------------------------------- |
| 2024. április 3.  | Szerda    | Nyitóünnepség                           |
| 2024. április 4.  | Csütörtök | 1. forduló                              |
| 2024. április 5.  | Péntek    | 2. forduló                              |
| 2024. április 6.  | Szombat   | 3. forduló                              |
| 2024. április 7.  | Vasárnap  | 4. forduló                              |
| 2024. április 8.  | Hétfő     | Pihenőnap                               |
| 2024. április 9.  | Kedd      | 5. forduló                              |
| 2024. április 10. | Szerda    | 6. forduló                              |
| 2024. április 11. | Csütörtök | 7. forduló                              |
| 2024. április 12. | Péntek    | Pihenőnap                               |
| 2024. április 13. | Szombat   | 8. forduló                              |
| 2024. április 14. | Vasárnap  | 9. forduló                              |
| 2024. április 15. | Hétfő     | 10. forduló                             |
| 2024. április 16. | Kedd      | Pihenőnap                               |
| 2024. április 17. | Szerda    | 11. forduló                             |
| 2024. április 18. | Csütörtök | 12. forduló                             |
| 2024. április 19. | Péntek    | Pihenőnap                               |
| 2024. április 20. | Szombat   | 13. forduló                             |
| 2024. április 21. | Vasárnap  | 14. forduló                             |
| 2024. április 22. | Hétfő     | Rájátszások (ha szükséges) Záróünnepség |

### A sorsolás és a fordulók eredményei
Minden versenyző két alkalommal játszik a másik ellen: egyszer világossal, egyszer sötéttel. A szabályzat szerint az azonos országot képviselő játékosok egymás ellen kezdenek (így az indiai Ramésubábu Piragnyánanda, Dommarázu Gukés és Vidit Gudzsaráti az 1–3. és 8–10. fordulóban, az amerikai Fabiano Caruana és Nakamura Hikaru az 1. és 8. fordulóban játszanak egymás ellen).
Magyarázat: a név mellett zárójelben a versenyző addig szerzett pontszáma szerepel. Az elöl álló játékos vezette a világos bábukat.
| 1. forduló (2024. április 4.)  | 1. forduló (2024. április 4.) | 1. forduló (2024. április 4.) |
| ------------------------------ | ----------------------------- | ----------------------------- |
| Fabiano Caruana                | ½–½                           | Nakamura Hikaru               |
| Nicat Abasov                   | ½–½                           | Jan Nyepomnyascsij            |
| Li-Reza Firuzdzsa              | ½–½                           | Ramésubábu Piragnyánanda      |
| Dommarázu Gukés                | ½–½                           | Vidit Gudzsaráti              |
| 2. forduló (2024. április 5.)  |                               |                               |
| Nakamura Hikaru                | 0–1                           | Vidit Gudzsaráti              |
| Ramésubábu Piragnyánanda       | 0–1                           | Dommarázu Gukés               |
| Jan Nyepomnyascsij             | 1–0                           | Li-Reza Firuzdzsa             |
| Fabiano Caruana                | 1–0                           | Nicat Abasov                  |
| 3. forduló (2024. április 6.)  |                               |                               |
| Nicat Abasov                   | ½–½                           | Nakamura Hikaru               |
| Li-Reza Firuzdzsa              | ½–½                           | Fabiano Caruana               |
| Dommarázu Gukés                | ½–½                           | Jan Nyepomnyascsij            |
| Vidit Gudzsaráti               | 0–1                           | Ramésubábu Piragnyánanda      |
| 4. forduló (2024. április 7.)  |                               |                               |
| Nakamura Hikaru                | ½–½                           | Ramésubábu Piragnyánanda      |
| Jan Nyepomnyascsij             | 1–0                           | Vidit Gudzsaráti              |
| Fabiano Caruana                | ½–½                           | Dommarázu Gukés               |
| Nicat Abasov                   | ½–½                           | Li-Reza Firuzdzsa             |
| 5. forduló (2024. április 9.)  |                               |                               |
| Li-Reza Firuzdzsa              | 0–1                           | Nakamura Hikaru               |
| Dommarázu Gukés                | 1–0                           | Nicat Abasov                  |
| Vidit Gudzsaráti               | ½–½                           | Fabiano Caruana               |
| Ramésubábu Piragnyánanda       | ½–½                           | Jan Nyepomnyascsij            |
| 6. forduló (2024. április 10.) |                               |                               |
| Dommarázu Gukés                | ½–½                           | Nakamura Hikaru               |
| Vidit Gudzsaráti               | 1–0                           | Li-Reza Firuzdzsa             |
| Ramésubábu Piragnyánanda       | 1–0                           | Nicat Abasov                  |
| Jan Nyepomnyascsij             | ½–½                           | Fabiano Caruana               |
| 7. forduló (2024. április 11.) |                               |                               |
| Nakamura Hikaru                | ½–½                           | Jan Nyepomnyascsij            |
| Fabiano Caruana                | ½–½                           | Ramésubábu Piragnyánanda      |
| Nicat Abasov                   | ½–½                           | Vidit Gudzsaráti              |
| Li-Reza Firuzdzsa              | 1–0                           | Dommarázu Gukés               |

| 8. forduló (2024. április 13.)  | 8. forduló (2024. április 13.) | 8. forduló (2024. április 13.) |
| ------------------------------- | ------------------------------ | ------------------------------ |
| Nakamura Hikaru                 | 1–0                            | Fabiano Caruana                |
| Jan Nyepomnyascsij              | ½–½                            | Nicat Abasov                   |
| Ramésubábu Piragnyánanda        | ½–½                            | Li-Reza Firuzdzsa              |
| Vidit Gudzsaráti                | 0–1                            | Dommarázu Gukés                |
| 9. forduló (2024. április 14.)  |                                |                                |
| Vidit Gudzsaráti                | 1–0                            | Nakamura Hikaru                |
| Dommarázu Gukés                 | ½–½                            | Ramésubábu Piragnyánanda       |
| Li-Reza Firuzdzsa               | ½–½                            | Jan Nyepomnyascsij             |
| Nicat Abasov                    | ½–½                            | Fabiano Caruana                |
| 10. forduló (2024. április 15.) |                                |                                |
| Nakamura Hikaru                 | 1–0                            | Nicat Abasov                   |
| Fabiano Caruana                 | 1–0                            | Li-Reza Firuzdzsa              |
| Jan Nyepomnyascsij              | ½–½                            | Dommarázu Gukés                |
| Ramésubábu Piragnyánanda        | ½–½                            | Vidit Gudzsaráti               |
| 11. forduló (2024. április 17.) |                                |                                |
| Ramésubábu Piragnyánanda        | 0–1                            | Nakamura Hikaru                |
| Vidit Gudzsaráti                | 0–1                            | Jan Nyepomnyascsij             |
| Dommarázu Gukés                 | ½–½                            | Fabiano Caruana                |
| Li-Reza Firuzdzsa               | 1–0                            | Nicat Abasov                   |
| 12. forduló (2024. április 18.) |                                |                                |
| Nakamura Hikaru                 | 1–0                            | Li-Reza Firuzdzsa              |
| Nicat Abasov                    | 0–1                            | Dommarázu Gukés                |
| Fabiano Caruana                 | 1–0                            | Vidit Gudzsaráti               |
| Jan Nyepomnyascsij              | ½–½                            | Ramésubábu Piragnyánanda       |
| 13. forduló (2024. április 20.) |                                |                                |
| Jan Nyepomnyascsij              | ½–½                            | Nakamura Hikaru                |
| Ramésubábu Piragnyánanda        | 0–1                            | Fabiano Caruana                |
| Vidit Gudzsaráti                | ½–½                            | Nicat Abasov                   |
| Dommarázu Gukés                 | 1–0                            | Li-Reza Firuzdzsa              |
| 14. forduló (2024. április 21.) |                                |                                |
| Nakamura Hikaru                 | ½–½                            | Dommarázu Gukés                |
| Li-Reza Firuzdzsa               | ½–½                            | Vidit Gudzsaráti               |
| Nicat Abasov                    | 0–1                            | Ramésubábu Piragnyánanda       |
| Fabiano Caruana                 | ½–½                            | Jan Nyepomnyascsij             |

| H. | Versenyző                      | Élő-p. 2024. 04. | 1 | 1 | 2 | 2 | 3 | 3 | 4 | 4 | 5 | 5 | 6 | 6 | 7 | 7 | 8 | 8 | Pont | Holtv.eld. | Holtv.eld. | Előrehaladási táblázat (fordulók) | Előrehaladási táblázat (fordulók) | Előrehaladási táblázat (fordulók) | Előrehaladási táblázat (fordulók) | Előrehaladási táblázat (fordulók) | Előrehaladási táblázat (fordulók) | Előrehaladási táblázat (fordulók) | Előrehaladási táblázat (fordulók) | Előrehaladási táblázat (fordulók) | Előrehaladási táblázat (fordulók) | Előrehaladási táblázat (fordulók) | Előrehaladási táblázat (fordulók) | Előrehaladási táblázat (fordulók) | Előrehaladási táblázat (fordulók) | Hely. |
| H. | Versenyző                      | Élő-p. 2024. 04. | 1 | 1 | 2 | 2 | 3 | 3 | 4 | 4 | 5 | 5 | 6 | 6 | 7 | 7 | 8 | 8 | Pont | SB.        | Nyj.       | 1                                 | 2                                 | 3                                 | 4                                 | 5                                 | 6                                 | 7                                 | 8                                 | 9                                 | 10                                | 11                                | 12                                | 13                                | 14                                | Hely. |
| -- | ------------------------------ | ---------------- | - | - | - | - | - | - | - | - | - | - | - | - | - | - | - | - | ---- | ---------- | ---------- | --------------------------------- | --------------------------------- | --------------------------------- | --------------------------------- | --------------------------------- | --------------------------------- | --------------------------------- | --------------------------------- | --------------------------------- | --------------------------------- | --------------------------------- | --------------------------------- | --------------------------------- | --------------------------------- | ----- |
| 1. | Fabiano Caruana (USA)          | 2803             |   |   | ½ | 0 | ½ | 1 | ½ | ½ | ½ | 1 | ½ | ½ | 1 | ½ | 1 | ½ | 8½   | 54,0       | 4          | ½                                 | 1½                                | 2                                 | 2½                                | 3                                 | 3½                                | 4                                 | 4                                 | 4½                                | 5½                                | 6                                 | 7                                 | 8                                 | 8½                                | 4.    |
| 2. | Nakamura Hikaru (USA)          | 2789             | 1 | ½ |   |   | 1 | 1 | ½ | ½ | ½ | 1 | ½ | ½ | 0 | 0 | ½ | 1 | 8½   | 56,0       | 5          | ½                                 | ½                                 | 1                                 | 1½                                | 2½                                | 3                                 | 3½                                | 4½                                | 4½                                | 5½                                | 6½                                | 7½                                | 8                                 | 8½                                | 2.    |
| 3. | Li-Reza Firuzdzsa (FRA)        | 2760             | 0 | ½ | 0 | 0 |   |   | ½ | 0 | ½ | ½ | 1 | 0 | ½ | 0 | 1 | ½ | 5    | 32,75      | 2          | ½                                 | ½                                 | 1                                 | 1½                                | 1½                                | 1½                                | 2½                                | 3                                 | 3½                                | 3½                                | 4½                                | 4½                                | 4½                                | 5                                 | 7.    |
| 4. | Jan Nyepomnyascsij (FIDE)      | 2758             | ½ | ½ | ½ | ½ | 1 | ½ |   |   | ½ | ½ | ½ | ½ | 1 | 1 | ½ | ½ | 8½   | 56,0       | 3          | ½                                 | 1½                                | 2                                 | 3                                 | 3½                                | 4                                 | 4½                                | 5                                 | 5½                                | 6                                 | 7                                 | 7½                                | 8                                 | 8½                                | 3.    |
| 5. | Ramésubábu Piragnyánanda (IND) | 2747             | 0 | ½ | 0 | ½ | ½ | ½ | ½ | ½ |   |   | 0 | ½ | ½ | 1 | 1 | 1 | 7    | 42,5       | 3          | ½                                 | ½                                 | 1½                                | 2                                 | 2½                                | 3½                                | 4                                 | 4½                                | 5                                 | 5½                                | 5½                                | 6                                 | 6                                 | 7                                 | 5.    |
| 6. | Dommarázu Gukés (IND)          | 2743             | ½ | ½ | ½ | ½ | 1 | 0 | ½ | ½ | ½ | 1 |   |   | ½ | 1 | 1 | 1 | 9    | 57,0       | 5          | ½                                 | 1½                                | 2                                 | 2½                                | 3½                                | 4                                 | 4                                 | 5                                 | 5½                                | 6                                 | 6½                                | 7½                                | 8½                                | 9                                 | 1.    |
| 7. | Vidit Gudzsaráti (IND)         | 2727             | ½ | 0 | 1 | 1 | 1 | ½ | 0 | 0 | 0 | ½ | 0 | ½ |   |   | ½ | ½ | 6    | 40,25      | 3          | ½                                 | 1½                                | 1½                                | 1½                                | 2                                 | 3                                 | 3½                                | 3½                                | 4½                                | 5                                 | 5                                 | 5                                 | 5½                                | 6                                 | 6.    |
| 8. | Nicat Abasov (AZE)             | 2632             | ½ | 0 | 0 | ½ | ½ | 0 | ½ | ½ | 0 | 0 | 0 | 0 | ½ | ½ |   |   | 3½   | 25,5       | 0          | ½                                 | ½                                 | 1                                 | 1½                                | 1½                                | 1½                                | 2                                 | 2½                                | 3                                 | 3                                 | 3                                 | 3                                 | 3½                                | 3½                                | 8.    |

Jelmagyarázat: A győzelem 1, a döntetlen ½, a vereség 0 ponttal jelölve. Alászínezéssel jelölve az adott fordulóban élen álló versenyző pontszáma.

## A világbajnoki döntő
A világbajnok Ting Li-zsen és kihívója, Dommarázu Gukés közötti döntőre Szingapúrban kerül sor 2024. november 25. és december 13. között. A mérkőzés 14 klasszikus játszmából áll, döntetlen esetén rájátszás következik.

### Korábbi egymás elleni eredmények
|                           |                                | Ting nyert | Döntetlen | Gukés nyert | Összesen |
| ------------------------- | ------------------------------ | ---------- | --------- | ----------- | -------- |
| Klasszikus                | Ting (világos) – Gukés (sötét) | 0          | 0         | 0           | 0        |
| Klasszikus                | Gukés (világos) – Ting (sötét) | 2          | 0         | 0           | 2        |
| Klasszikus                | Összesen                       | 2          | 0         | 0           | 2        |
| Villám / rapid / bemutató | Villám / rapid / bemutató      | 0          | 1         | 1           | 2        |
| Összesen                  | Összesen                       | 2          | 1         | 1           | 4        |

### Díjazás
A két játékos között szétosztásra kerülő díjalap 2,5 millió amerikai dollár. Minden játékos 200 000 amerikai dollárt kap minden megnyert játék után, a fennmaradó összeget pedig egyenlő arányban osztják fel. Rájátszás esetén azonban a győztes 1,3 millió dollárt, a vesztes pedig 1,2 millió dollárt kap. Ugyanígy osztják el a díjalapot, ha a végeredmény 7½–6½ vagy 8–6.

### Szabályok

#### Az alapszakasz
Az előzetesen lefektetett szabályok szerint a világbajnoki döntő mérkőzése 14 játszmáig tart, és az a játékos kapja meg a világbajnoki címet, aki előbb ér el 7,5 pontot. Ha a 14. játszma után az állás 7–7, akkor rájátszás következik. Az egyes játszmákban játékosonként 120–120 perc áll rendelkezésre az első 40 lépés megtételére, majd 30–30 perc a játszma befejezéséig. A 41. lépéstől kezdve lépésenként 30 másodperc többletidőt kapnak. A játékosok nem egyezhetnek meg döntetlenben sötét 40. lépése előtt. Ez csak akkor engedélyezett, ha háromszoros lépésismétlésre kerül sor, vagy patthelyzet áll elő.

#### A rájátszás
Az esetleges rájátszásban először négy rapidsakkjátszmára kerül sor 15–15 perc gondolkodási idővel és tíz-tíz másodperc többletidővel lépésenként. Ha ez nem dönt, akkor két rapidsakkjátszmára kerül sor 10–10 perc gondolkodási idővel és öt-öt másodperc többletidővel lépésenként. Ha ez sem dönt, akkor két villámsakkjátszmából álló minimérkőzés következik 3-3 perc gondolkodási idővel és lépésenként két-két másodperc többletidővel. Ha ez sem dönt egy villámjátszmára kerül sor 3–3 perc gondolkodási idővel és lépésenként két-két másodperc többletidővel. Amennyiben ez is döntetlen még egy ilyen játszma következik, addig ismételve, amíg el nem dől a mérkőzés kimenetele.

#### A színelosztás
A nyitóünnepségen sorsolással döntik el, hogy a páratlan sorszámú fordulókban ki játszik a világos figurákkal. Ha a 14 játszma alatt nem születik döntés, akkor a rájátszás egyes szakaszai előtt sorsolnak.

### A játéknapok
Az egyes napokon a mérkőzések helyi idő szerint 17:00-kor kezdődnek, amely 10:00-nak felel meg a közép-európai időzónában.
| Dátum                  | Esemény                                       |
| ---------------------- | --------------------------------------------- |
| November 23. szombat   | Médianap, nyitóünnepség, technikai egyeztetés |
| November 24. vasárnap  | Pihenőnap                                     |
| November 25. hétfő     | 1. játszma                                    |
| November 26. kedd      | 2. játszma                                    |
| November 27. szerda    | 3. játszma                                    |
| November 28. csütörtök | Pihenőnap                                     |
| November 29. péntek    | 4. játszma                                    |
| November 30. szombat   | 5. játszma                                    |
| December 1. vasárnap   | 6. játszma                                    |
| December 2. hétfő      | Pihenőnap                                     |
| December 3. kedd       | 7. játszma                                    |
| December 4. szerda     | 8. játszma                                    |
| December 5. csütörtök  | 9. játszma                                    |
| December 6. péntek     | Pihenőnap                                     |
| December 7. szombat    | 10. játszma                                   |
| December 8. vasárnap   | 11. játszma                                   |
| December 9. hétfő      | 12. játszma                                   |
| December 10. kedd      | Pihenőnap                                     |
| December 11. szerda    | 13. játszma                                   |
| December 12. csütörtök | 14. játszma                                   |
| December 13. péntek    | Rájátszások (ha szükséges)                    |
| December 14. szombat   | Záróünnepség                                  |

Ha a mérkőzés a 14. játszma előtt befejeződik, akkor a záróünnepség előretolódik.

## Eredmények
|                       | Élő-p. | Játszmák | Játszmák | Játszmák | Játszmák | Játszmák | Játszmák | Játszmák | Játszmák | Játszmák | Játszmák | Játszmák | Játszmák | Játszmák | Játszmák | Pont |
| 1                     | Élő-p. | 2        | 3        | 4        | 5        | 6        | 7        | 8        | 9        | 10       | 11       | 12       | 13       | 14       |          | Pont |
| --------------------- | ------ | -------- | -------- | -------- | -------- | -------- | -------- | -------- | -------- | -------- | -------- | -------- | -------- | -------- | -------- | ---- |
| Dommarázu Gukés India | 2783   | 0        | ½        | 1        | ½        | ½        | ½        | ½        | ½        | ½        | ½        | 1        | 0        | ½        | 1        | 7,5  |
| Ting Li-zsen Kína     | 2728   | 1        | ½        | 0        | ½        | ½        | ½        | ½        | ½        | ½        | ½        | 0        | 1        | ½        | 0        | 6,5  |

### A játszmák

#### 1. játszma
Az 1. játszmában a világbajnoki címvédő Ting Li-zsen a francia védelem magas szintű versenyeken ritkán játszott éles Steinitz-változatát választotta. Gukés 6. Hce2 lépése egy ritkább változatba terelte a játékot, 10. g4 lépése újítás ebben a változatban, Ting 10. - Va5 lépését azonban nem vizsgálták a felkészülés során. Gukés a 18. lépésben hibát követett el, amikor a futár helyett a huszárral ütött vissza d4-re. Ezután Ting 18. - Hb2! lépése után vezérszárnyi kezdeményezéshez jutott. A 22. Ve1!? lépést követő 22. - Fg5! után sötét állása már nyertnek tekinthető. Ting 27. - fxe6!? lépése pontatlanságnak tekinthető (Fxe6 kellett volna), de Gukés nem élt a lehetőséggel, amelyet 30. Vc2? helyett a 30. Fc5! lépés jelentette volna. Ezt követően ugyanis 30. - Vxg4-re a 31. Vxh7!! lépés után a mattfenyegetésekkel nehéz helyzet elé állította volna sötétet, és a lehetséges 31. - Vd4+!! védőlépést időzavarban a tábla mellett nehéz lett volna megtalálni. Tingnek ezután is pontosan kellett játszania, mert a 34. - e5! lépése volt az egyetlen nyerő lépés, és egyben az egyetlen, amely nem vezetett vereséghez. Az időellenőrzést követően Gukés 42. Fe6+ lépése még rejtett egy csapdát, 42. - Kh7-re ugyanis 43. Vxe4+! után az állás döntetlen lett volna. Ezt követően azonban a játszma világos részéről megérett a feladásra.
Gukés–Ting világbajnoki döntő 1. játszma, 2024-11-25., Szingapúr, francia védelem, Steinitz-változat (ECO C11)
1. e4 e6 2. d4 d5 3. Hc3 Hf6 4. e5 Hfd7 5. f4 c5 6. Hce2 Hc6 7. c3 a5 8. Hf3 a4 9. Fe3 Fe7 10. g4 Va5 11. Fg2 a3 12. b3 cxd4 13. b4 Vc7 14. Hexd4 Hb6 15. O-O Hc4 16. Ff2 Fd7 17. Ve2 Hxd4 18. Hxd4 Hb2 19. Ve3 Bc8 20. Bac1 Vc4 21. f5 Vd3 22. Ve1 Fg5 23. Bc2 Bc4 24. h4 Ff4 25. Vb1 Bxc3 26. Bxc3 Vxc3 27. fxe6 fxe6 28. He2 Vxe5 29. Hxf4 Vxf4 30. Vc2 Vc4 31. Vd2 O-O 32. Fd4 Hd3 33. Ve3 Bxf1+ 34. Fxf1 e5 35. Fxe5 Vxg4+ 36. Fg2 Ff5 37. Fg3 Fe4 38. Kh2 h6 39. Fh3 Vd1 40. Fd6 Vc2+ 41. Kg3 Vxa2 42. Fe6+ Kh8 0-1

#### 2. játszma
Ting ezúttal is meglepetést okozott a megnyitásválasztással, amikor 1. e4-gyel kezdett, és az olasz játékot választotta. A játszmában a 9. a5 lépés újításnak számít, de a sötéttel játszó Gukés nem élt a 9. - Fb4 lehetőséggel a csaléteknek felajánlott gyalog lenyerése érdekében. Sötét huszárja d4-en a 14. lépéstől uralta a centrumot, de egymást követő cserék után a játék háromszori lépésismétléssel a 23. lépésben döntetlennel ért véget.
Ting–Gukés világbajnoki döntő 2. játszma, 2024-11-26., Szingapúr, Olasz játék négyhuszáros változat (ECO C50)
1. e4 e5 2. Hf3 Hc6 3. Fc4 Fc5 4. d3 Hf6 5. Hc3 a6 6. a4 d6 7. O-O h6 8. Fe3 Fe6 9. a5 Fxc4 10. dxc4 O-O 11. Fxc5 dxc5 12. b3 Vxd1 13. Bfxd1 Bad8 14. Bdc1 Hd4 15. He1 Bd6 16. Kf1 g6 17. Bd1 Bfd8 18. f3 Kg7 19. Kf2 h5 20. He2 Hc6 21. Hc3 Hd4 22. He2 Hc6 23. Hc3 Hd4 1/2-1/2

#### 3. játszma
Az elvesztett 1. játszmától eltérően Gukés ezúttal 1. d4-gyel kezdett. Ting 13. - Hd7 lépése újítás; egyéb lépések hátrányosabb álláshoz vezettek. E lépéshez azonban nagyon sok időt használt el, ez nagyban hozzájárulhatott a 18. és 19. lépésben elkövetett hibáihoz, amelyek a 25. lépésben tisztvesztést eredményeztek számára, amelyért csak két gyalog kompenzációhoz jutott. A sötéttel játszó világbajnok a 37. lépésben számára vesztett állásban átlépte a gondolkodási időt.
Gukés–Ting világbajnoki döntő 3. játszma, 2024-11-27., Szingapúr, elfogadott vezércsel, csereváltozat (ECO D02)
1. d4 Hf6 2. Hf3 d5 3. c4 e6 4. cxd5 exd5 5. Hc3 c6 6. Vc2 g6 7. h3 Ff5 8. Vb3 Vb6 9. g4 Vxb3 10. axb3 Fc2 11. Ff4 h5 12. Bg1 hxg4 13. hxg4 Hbd7 14. Hd2 Bg8 15. g5 Hh5 16. Fh2 Bh8 17. f3 Hg7 18. Fg3 Bh5 19. e4 dxe4 20. fxe4 He6 21. Bc1 Hxd4 22. Ff2 Fg7 23. He2 Hxb3 24. Bxc2 Hxd2 25. Kxd2 He5 26. Hd4 Bd8 27. Ke2 Bh2 28. Fg2 a6 29. b3 Bd7 30. Bcc1 Ke7 31. Bcd1 Ke8 32. Fg3 Bh5 33. Hf3 Hxf3 34. Kxf3 Fd4 35. Bh1 Bxg5 36. Fh3 f5 37. Ff4 Bh5 1-0

#### 4. játszma
Ting ismételten meglepő megnyitást választott szekundánsa Rapport Richárd javaslatára, amely az 1. Hf3 mellett az 5. Fa3 lépést foglalta magába. Fordított színekkel a vezérindiai védelemmek megfelelő állás alakult ki. Ting a 11. b4 lépéssel elkerülte, hogy az elfogadott vezércselből ismert állás jöjjön létre. Meglepő volt sötét 13. - He5 lépése, mivel az f4-gyel bármikor megtámadható lehetett. Ting a 16. lépésben nem játszotta meg a Fa6 lépést, amely nyerési esélyeket adhatott volna neki. A helyette választott Hf3 gyorsan cserékhez és kiegyenlített álláshoz vezetett. Sötétnek vezérszárnyi szabadgyalogja képződött, de ez a bástyavégjátékban nem volt elegendő a győzelemhez, és végül háromszori lépésismétlés után a 42. lépés után döntetlenben egyeztek meg.
Ting–Gukés világbajnoki döntő 4. játszma, 2024-11-29., Szingapúr, Zuckertort-megnyitás (ECO A06)
1.Hf3 d5 2. e3 Hf6 3. b3 Ff5 4. Fe2 h6 5. Fa3 Hbd7 6. O-O e6 7. Fxf8 Hxf8 8. c4 H8d7 9. Hc3 O-O 10. cxd5 exd5 11. b4 c6 12. Hd4 Fh7 13. Vb3 He5 14. a4 Bc8 15. a5 b6 16. Hf3 Hxf3+ 17. Fxf3 d4 18. He2 dxe3 19. dxe3 Fe4 20. Bfd1 Ve7 21. Fxe4 Hxe4 22. axb6 axb6 23. Hc3 Bfd8 24. Hxe4 Vxe4 25. h3 c5 26. Bxd8+ Bxd8 27. bxc5 bxc5 28. Bc1 Ve5 29. Vc2 Bd5 30. g3 f5 31. Kg2 Kh7 32. Vc4 Vd6 33. e4 Be5 34. exf5 Bxf5 35. Ve4 Vd5 36. Vxd5 Bxd5 37. Kf3 Kg6 38. Ke4 Bd4+ 39. Ke3 Bd5 40. Ke4 Bd4+ 41. Ke3 Bd5 42. Ke4 Bd4+ 1/2-1/2

#### 5. játszma
Ting visszatért az 1. játszmában alkalmazott francia védelemhez. Gukés ezúttal a nyugodtabb játékot biztosító csereváltozatot játszotta, de az éles 17. g4 lépése újításnak számít. A 23. lépésben a sötéttel játszó Ting előnybe került, miután Gukés figyelmen kívül hagyta sötét 23. - Hd3 lépésének lehetőséget. A 27. lépésben azonban ezt az előnyt kiadta a kezéből, amikor 23. - Fe6 helyett Fc6-ot lépett. Helyette Fh5 erősebb volt a későbbi Fd2 lépés fenyegetésének fenntartásával. Néhány lépés múlva a játszmát lépésismétléssel döntetlenre adták.
Gukés–Ting világbajnoki döntő 5. játszma, 2024-11-30., Szingapúr, francia védelem, csereváltozat (ECO C01)
1. e4 e6 2. d4 d5 3. exd5 exd5 4. Hf3 Hf6 5. Fd3 c5 6. c3 c4 7. Fc2 Fd6 8. Ve2+ Ve7 9. Vxe7+ Kxe7 10. O-O Be8 11. Be1+ Kf8 12. Bxe8+ Kxe8 13. Fg5 Hbd7 14. Hbd2 h6 15. Fh4 Hh5 16. Be1+ Kf8 17. g4 Hf4 18. Fg3 Hb6 19. g5 hxg5 20. Hxg5 Fd7 21. Hgf3 Be8 22. He5 Fxe5 23. dxe5 Hd3 24. Fxd3 cxd3 25. f3 Hc4 26. Hxc4 dxc4 27. Be4 Fc6 28. Bd4 Fxf3 29. Kf2 Fc6 30. Bxc4 Bd8 31. Bd4 Bxd4 32. cxd4 Fd5 33. b3 Ke7 34. Ke3 Ke6 35. Kxd3 g6 36. Kc3 a6 37. Kd3 Kf5 38. Ke3 Ke6 39. Kd3 Kf5 40. Ke3 Ke6 1/2-1/2

#### 6. játszma
A 6. játszmában Ting a vezérgyalogjáték londoni rendszerét választotta, amellyel a 2023-as sakkvilágbajnokságon Jan Nyepomnyascsij ellen éppen a 6. játszmában győzelmet aratott. Ting a 16. dxe5 lépése újítás volt, azonban Gukés megtalálta a helyes folytatást. A 26. lépésben háromszori lépésismétléssel lehetőség lett volna a játszma döntetlenre adására, ez elől azonban Gukés kitért. Végül egy kiegyensúlyozott bástyavégjátékra került sor, amely a 46. lépésben döntetlennel ért véget.
Ting–Gukés világbajnoki döntő 6. játszma, 2024-12-01, Szingapúr, vezérgyalog játék, londoni rendszer (ECO A45)
1. d4 Hf6 2. Ff4 d5 3. e3 e6 4. Hf3 c5 5. c3 Fd6 6. Fb5+ Hc6 7. Fxc6+ bxc6 8. Fxd6 Vxd6 9. Va4 O-O 10. Va3 He4 11. Hfd2 e5 12. Hxe4 dxe4 13. Vxc5 Vg6 14. Hd2 Vxg2 15. O-O-O Vxf2 16. dxe5 Bb8 17. Hc4 Fe6 18. Bd2 Vf3 19. Be1 Fxc4 20. Vxc4 Vf5 21. Vxc6 Vxe5 22. Vd5 Ve7 23. Vd6 Vg5 24. Vd5 Ve7 25. Vd6 Vg5 26. Vd5 Vh4 27. Bed1 g6 28. Ve5 Bbe8 29. Vg3 Vh5 30. Vf4 Va5 31. a3 Vb5 32. Bd4 Ve2 33. B1d2 Vf3 34. Kc2 Vxf4 35. exf4 f5 36. h4 e3 37. Be2 Be7 38. Kd3 Bfe8 39. h5 gxh5 40. Bd5 h4 41. Bxf5 Bd7+ 42. Kc2 Kg7 43. Bg2+ Kh8 44. Be2 Kg7 45. Bg2+ Kh8 46. Be2 Kg7 1/2-1/2

#### 7. játszma
A 7. játszmában Gukés már a középjáték elején egyértelmű előnyre tett szert, a 26. lépést követően előnye egyre nyilvánvalóbbá vált, azonban a 30. lépésben kihagyta a nyerőnek számító Fe3 lépést. Ting az időkontroll előtti, 40. lépésben újabb hibát követett el, a játszmában tett 40.-Ke5 helyett Hc8 majd Hd6 egyenlő állshoz vezetett volna. Ezt követően azonban Gukés több gyengébb lépést húzott, míg Ting megtalálta a legjobb folytatásokat, és az eddigi legizgalmasabb játszma a 72. lépésben döntetlenül ért véget.
Gukés–Ting világbajnoki döntő 7. játszma, 2024-12-03., Szingapúr, Neo-Grünfeld védelem (ECO D78)
1. Hf3 d5 2. g3 g6 3. d4 Fg7 4. c4 c6 5. Fg2 Hf6 6. O-O O-O 7. Be1 dxc4 8. e4 Fg4 9. Hbd2 c5 10. d5 e6 11. h3 Fxf3 12. Fxf3 exd5 13. exd5 Hbd7 14. Hxc4 b5 15. Ha3 Vb6 16. Ff4 Bfe8 17. Vd2 Bad8 18. Hc2 Hf8 19. b4 c4 20. Fe3 Va6 21. Fd4 Bxe1+ 22. Bxe1 Vxa2 23. Ba1 Vb3 24. Ba3 Vb1+ 25. Kg2 Bd7 26. Ba5 Vb3 27. Ba3 Vb1 28. Ba5 Vb3 29. Bxb5 Vd3 30. Vf4 Vxc2 31. Fxf6 Vf5 32. Vxf5 gxf5 33. Fxg7 Kxg7 34. Bc5 Hg6 35. Bxc4 He5 36. Bd4 Hc6 37. Bf4 He7 38. b5 Kf6 39. Bd4 h6 40. Kf1 Ke5 41. Bh4 Hxd5 42. Bxh6 Hc3 43. Bc6 He4 44. Ke1 f6 45. h4 Bd3 46. Fd1 f4 47. gxf4+ Kxf4 48. Fc2 Bd5 49. Bc4 f5 50. Bb4 Kf3 51. Fd1+ Kg2 52. Bb3 Be5 53. f4 Be7 54. Be3 Bh7 55. h5 Hf6 56. Be5 Hxh5 57. Bxf5 Hg3 58. Bf8 Bb7 59. Fa4 Kf3 60. f5 Kf4 61. f6 He4 62. Fc2 Hd6 63. Bd8 Ke5 64. Fb3 Hf7 65. Bd5+ Kxf6 66. Kd2 Bb6 67. Fc4 Bd6 68. Kc3 Bxd5 69. Fxd5 Hd6 70. Kb4 Hxb5 71. Kxb5 a6+ 72. Kxa6 1/2-1/2

#### 8. játszma
A 8. játszma volt a világbajnoki döntő eddigi legizgalmasabb játszmája, amelyben mindkét fél elszalasztott nyerési esélyeket. Gukés a 7. lépésben tért el az ismert változatoktól, és némi előnybe került. Ting 22. Bb1 lépése után 22. - b5-tel Gukés komoly előnybe került, amely tovább fokozódott miután Ting a 25. Fb2 lépésével elszámolta magát, és Gukés a gyalogelőny mellett két összekötött vezérszárnyi szabadgyalogra tett szert. Ezt követően azonban Ting nagyon pontos lépéseket tett. Gukés a 26. Hac5 lépésével (Hdc5 helyett) szintén hibázott, figyelmen kívül hagyva a 28. Ve1 lépést, és annak következményeit. A 32.Hc6 lépéssel világos minőséget nyert, és ezzel már Ting állt nyerésre. A két vezérszárnyi szabadgyalog fenyegetésétől tartva Ting háromszori lépésismétlés felajánlásával a 38. lépést követően döntetlent ajánlott fel, ezt azonban Gukés visszautasította. A vezérek cseréje, majd a minőségelőny visszadása után az ellenkező színű futós végjátékot az 51. lépésben döntetlenre adták.
Ting–Gukés világbajnoki döntő 8. játszma, 2024-12-04, Szingapúr, angol megnyitás, fordított szicíliai (ECO A21)
1. c4 e5 2. Hc3 Fb4 3. Hd5 Fe7 4. Hf3 d6 5. g3 c6 6. Hxe7 Hxe7 7. Fg2 f6 8. O-O Fe6 9. b3 d5 10. Fa3 O-O 11. Bc1 a5 12. He1 Be8 13. f4 exf4 14. Bxf4 dxc4 15. bxc4 Hg6 16. Be4 Ha6 17. Hc2 Vc7 18. Hd4 Ff7 19. d3 He5 20. Hf3 Hd7 21. Bxe8+ Bxe8 22. Bb1 b5 23. cxb5 Vb6+ 24. Kf1 cxb5 25. Fb2 Fxa2 26. Fd4 Hac5 27. Bc1 Fb3 28. Ve1 Fe6 29. Vf2 Bc8 30. Fe3 Bc7 31. Hd4 Ff7 32. Hc6 Bxc6 33. Fxc6 Vxc6 34. Fxc5 h6 35. Ke1 b4 36. Vd4 He5 37. Kd2 Vg2 38. Vf2 Vd5 39. Vd4 Vg2 40. Vf2 Vd5
41. Vd4 Va2+ 42. Bc2 Ve6 43. Vd8+ Kh7 44. Vxa5 b3 45. Bc1 Vd5 46. Vb4 Vg2 47. Ve4+ Vxe4 48. dxe4 b2 49. Bb1 Fa2 50. Bxb2 Hc4+ 51. Kc3 Hxb2 1/2-1/2

#### 9. játszma
A 9. játszma az előzőnél kevesebb izgalmat tartogatott, inkább a stratégiai elképzelések küzdelmét láthattuk. Gukés próbálta Ting állását a vezérszárnyon nyonás alatt tartani, azonban a figurák lecserélődése után az 54. lépésben már csak két király maradt a táblán, így zárult döntetlennel a játszma.
Gukés–Ting világbajnoki döntő 9. játszma, 2024-12-05., Szingapúr, katalán megnyitás (ECO E11)
1. d4 Hf6 2. c4 e6 3. g3 Fb4+ 4. Fd2 Fe7 5. Fg2 d5 6. Hf3 O-O 7. O-O c6 8. Vc2 Hbd7 9. Bd1 b6 10. Fc3 Fb7 11. Hbd2 Vc7 12. Bac1 Bfd8 13. b4 c5 14. bxc5 bxc5 15. Vb2 Hb6 16. Fa5 dxc4 17. Hxc4 Fxf3 18. Fxb6 axb6 19. Fxf3 Ba6 20. Vb5 Bxa2 21. Hxb6 Va7 22. Vb1 Bb8 23. dxc5 Ba6 24. Vb5 Fxc5 25. Vxc5 Vxb6 26. Vxb6 Baxb6 27. Bc6 Bxc6 28. Fxc6 g5 29. Kg2 Bb2 30. Kf1 Kg7 31. h3 h5 32. Ba1 Bc2 33. Fb5 Bc5 34. Fd3 Hd7 35. f4 gxf4 36. gxf4 Bc3 37. Kf2 Hc5 38. Ke3 Hxd3 39. exd3 Bc2 40. Kf3 Bd2 41. Ba3 Kg6 42. Bb3 f6 43. Ba3 Kf5 44. Ba5+ e5 45. fxe5 Bxd3+ 46. Ke2 Bxh3 47. exf6+ Kxf6 48. Kf2 h4 49. Kg2 Bg3+ 50. Kh2 Kg6 51. Bb5 Bg5 52. Bxg5+ Kxg5 53. Kh3 Kf6 54. Kxh4 Ke5 1/2-1/2

#### 10. játszma
Ting visszatért a 6. játszmában alkalmazott londoni rendszerhez. Érdekességet Gukés 10. - Hh5 lépése jelentett, amely nem szokványos ebben a rendszerben. Ettől a lépéstől eltekintve egyik játékos sem törekedett arra, hogy a kezdeményezést átvegye, és sorozatos cserék után a 36. lépésben lépésismétléssel döntetlenre adták az egyébként is egyenlő végjátékot. A páros mérkőzés legnyugodtabb játszmája volt.
|    | |    |    |    |    |    |    |
|    | \| \| \| \| \| \| \| \| \| \| \| \| \| \| \| \| \| \| \| \| \| \| \| \| \| \| \| \| \| \| \| \| \| \| \| \| \| \| \| \| \| \| \| \| \| \| \| \| \| \| \| \| \| \| \| \| \| \| \| \| \| \| \| \| \| \| \| \| \| \| \| \| |    |    |    |    |    |    |
|    | |    |    |    |    |    |    |
| a8 | b8 | c8 | d8 | e8 | f8 | g8 | h8 |
| a7 | b7 | c7 | d7 | e7 | f7 | g7 | h7 |
| a6 | b6 | c6 | d6 | e6 | f6 | g6 | h6 |
| a5 | b5 | c5 | d5 | e5 | f5 | g5 | h5 |
| a4 | b4 | c4 | d4 | e4 | f4 | g4 | h4 |
| a3 | b3 | c3 | d3 | e3 | f3 | g3 | h3 |
| a2 | b2 | c2 | d2 | e2 | f2 | g2 | h2 |
| a1 | b1 | c1 | d1 | e1 | f1 | g1 | h1 |

| a8 | b8 | c8 | d8 | e8 | f8 | g8 | h8 |
| a7 | b7 | c7 | d7 | e7 | f7 | g7 | h7 |
| a6 | b6 | c6 | d6 | e6 | f6 | g6 | h6 |
| a5 | b5 | c5 | d5 | e5 | f5 | g5 | h5 |
| a4 | b4 | c4 | d4 | e4 | f4 | g4 | h4 |
| a3 | b3 | c3 | d3 | e3 | f3 | g3 | h3 |
| a2 | b2 | c2 | d2 | e2 | f2 | g2 | h2 |
| a1 | b1 | c1 | d1 | e1 | f1 | g1 | h1 |

|    | |    |    |    |    |    |    |
|    | \| \| \| \| \| \| \| \| \| \| \| \| \| \| \| \| \| \| \| \| \| \| \| \| \| \| \| \| \| \| \| \| \| \| \| \| \| \| \| \| \| \| \| \| \| \| \| \| \| \| \| \| \| \| \| \| \| \| \| \| \| \| \| \| \| \| \| \| \| \| \| \| |    |    |    |    |    |    |
|    | |    |    |    |    |    |    |
| a8 | b8 | c8 | d8 | e8 | f8 | g8 | h8 |
| a7 | b7 | c7 | d7 | e7 | f7 | g7 | h7 |
| a6 | b6 | c6 | d6 | e6 | f6 | g6 | h6 |
| a5 | b5 | c5 | d5 | e5 | f5 | g5 | h5 |
| a4 | b4 | c4 | d4 | e4 | f4 | g4 | h4 |
| a3 | b3 | c3 | d3 | e3 | f3 | g3 | h3 |
| a2 | b2 | c2 | d2 | e2 | f2 | g2 | h2 |
| a1 | b1 | c1 | d1 | e1 | f1 | g1 | h1 |

| a8 | b8 | c8 | d8 | e8 | f8 | g8 | h8 |
| a7 | b7 | c7 | d7 | e7 | f7 | g7 | h7 |
| a6 | b6 | c6 | d6 | e6 | f6 | g6 | h6 |
| a5 | b5 | c5 | d5 | e5 | f5 | g5 | h5 |
| a4 | b4 | c4 | d4 | e4 | f4 | g4 | h4 |
| a3 | b3 | c3 | d3 | e3 | f3 | g3 | h3 |
| a2 | b2 | c2 | d2 | e2 | f2 | g2 | h2 |
| a1 | b1 | c1 | d1 | e1 | f1 | g1 | h1 |

Ting–Gukés világbajnoki döntő 10. játszma, 2024-12-04, Szingapúr, vezérgyalog megnyitás, londoni rendszer (ECO D02)
1. d4 Hf6 2. Hf3 d5 3. Ff4 e6 4. e3 c5 5. Fe2 Fd6 6. dxc5 Fxc5 7. c4 O-O 8. O-O Hc6 9. Hc3 dxc4 10. Fxc4 Hh5 11. Fg5 Fe7 12. He4 Hf6 13. Hxf6+ Fxf6 14. Vxd8 Bxd8 15. Fxf6 gxf6 16. Bfd1 Fd7 17. Bac1 Fe8 18. Bxd8 Bxd8 19. Kf1 Kg7 20. a3 f5 21. Ke1 Kf6 22. Fe2 He7 23. g3 Bc8 24. Bxc8 Hxc8 25. Hd2 Hd6 26. Hc4 Hxc4 27. Fxc4 Fc6 28. f4 b6 29. Kd2 Ke7 30. Kc3 Kd6 31. b4 f6 32. Kd4 h6 33. Fb3 Fb7 34. Fc4 Fc6 35. Fb3 Fb7 36. Fc4 Fc6 1/2-1/2

#### 11. játszma
A 11. játszmában Ting az első öt lépésre 1 órát használt el, és az időhiány a későbbiekben végzetessé vált. A regnáló világbajnok a megnyitásból éppen valamivel jobban jött ki, de ezután néhány gyengébb lépést követően Gukés visszaszerezte a kezdeményezést. A kölcsönös időzavarban előállt bonyolult játékban Ting elnézte Gukés taktikai vezéráldozatát, melynek eredményeként tisztet és játszmát nyert.
Gukés–Ting világbajnoki döntő 11. játszma, 2024-12-05., Szingapúr, Réti-megnyitás, fordított Blumenfeld-csel (ECO A09)
1. Hf3 d5 2. c4 d4 3. b4 c5 4. e3 Hf6 5. a3 Fg4 6. exd4 cxd4 7. h3 Fxf3 8. Vxf3 Vc7 9. d3 a5 10. b5 Hbd7 11. g3 Hc5 12. Fg2 Hfd7 13. O-O He5 14. Vf4 Bd8 15. Bd1 g6 16. a4 h5 17. b6 Vd6 18. Fa3 Fh6 19. Fxc5 Vxc5 20. Ve4 Hc6 21. Ha3 Bd7 22. Hc2 Vxb6 23. Bab1 Vc7 24. Bb5 O-O 25. Ha1 Bb8 26. Hb3 e6 27. Hc5 Be7 28. Bdb1 Vc8 29. Vxc6 1-0

#### 12. játszma
A 12. játszmát Ting stratégiailag tökéletesen építette fel. Gukés 10. - h6 lépése után a megnyitásból előnnyel jött ki. Ezután finom, de erőteljes lépésekkel növelte előnyét. A 17. Vd2 után már határozottan előnyösebben állt. Gukés nem talált ellenjátékot. A 39. Bxg7+ befejező lépés megérdemli, hogy diagramon is megörökítésre kerüljön.
Ting–Gukés világbajnoki döntő 12. játszma, 2024-12-09, Szingapúr, angol megnyitás, Agincourt-védelem (ECO A13)
1. c4 e6 2. g3 d5 3. Fg2 Hf6 4. Hf3 d4 5. O-O Hc6 6. e3 Fe7 7. d3 dxe3 8. Fxe3 e5 9. Hc3 O-O 10. Be1 h6 11. a3 a5 12. h3 Fe6 13. Kh2 Bb8 14. Vc2 Be8 15. Hb5 Ff5 16. Bad1 Hd7 17. Vd2 Fg6 18. d4 e4 19. Hg1 Hb6 20. Vc3 Ff6 21. Vc2 a4 22. He2 Fg5 23. Hf4 Fxf4 24. Fxf4 Bc8 25. Vc3 Hb8 26. d5 Vd7 27. d6 c5 28. Hc7 Bf8 29. Fxe4 Hc6 30. Fg2 Bcd8 31. Hd5 Hxd5 32. cxd5 Hb8 33. Vxc5 Bc8 34. Vd4 Ha6 35. Be7 Vb5 36. d7 Bc4 37. Ve3 Bc2 38. Fd6 f6 39. Bxg7+ 1-0

#### 13. játszma
A játszmában az 1. és az 5. játékban már alkalmazott francia védelem került ismét terítékre. Gukés 7. a3 lépése meglepte Tinget, és Gukés jelentős eelőnnyel került ki a megnyitásból. A kétélű 17. Vf3!? lépés után, mivel Ting nem fogadta el az áldozatként felajánlott d4-gyalogot, pozícióelőnye még nagyobb lett. A 31. He4 lépéssel azonban hibát követett el (31. Bxe8 Vxe8 32. He4 kellett volna), ami után Ting pontos védekezéssel érte el az időellenőrzést. A játszma a 43. lépésben előállt vezér-bástya végjátékban már döntetlen volt, de még a 69. lépésig játszottak, akkor adták döntetlenre.
Gukés–Ting világbajnoki döntő 13. játszma, 2024-12-11., Szingapúr, francia védelem, klasszikus Steinitz-változat (ECO C11)
1. e4 e6 2. d4 d5 3. Hc3 Hf6 4. e5 Hfd7 5. Hce2 c5 6. c3 Hc6 7. a3 Fe7 8. Fe3 Hb6 9. Hf4 cxd4 10. cxd4 Hc4 11. Fxc4 dxc4 12. Hge2 b5 13. O-O O-O 14. Hc3 Bb8 15. Hh5 f5 16. exf6 Fxf6 17. Vf3 Ve8 18. Hxf6+ Bxf6 19. Ve2 Vg6 20. f3 Bf8 21. Bad1 He7 22. Ff4 Bb6 23. Fc7 Bb7 24. Fd6 Be8 25. Fxe7 Bexe7 26. Ve5 a6 27. d5 exd5 28. Vxd5+ Ve6 29. Vc5 Be8 30. Bde1 Vf7 31. He4 Bf8 32. Hd6 Bc7 33. Ve5 Vf6 34. Vd5+ Kh8 35. Be5 Be7 36. Bfe1 Bxe5 37. Bxe5 h6 38. Vc5 Fd7 39. He4 Vf4 40. Be7 Ff5 41. Vd4 Bg8 42. h3 Vc1+ 43. Kf2 Fxe4 44. Bxe4 c3 45. bxc3 Vxa3 46. Kg3 Vb3 47. Be7 a5 48. Bb7 Vc4 49. Ve5 Vc6 50. Vxb5 Vxc3 51. Ba7 Ve1+ 52. Kh2 Vb4 53. Vxb4 axb4 54. Bb7 Ba8 55. Bxb4 Ba2 56. Kg3 Kh7 57. Bb5 Kg6 58. f4 Kf6 59. Kf3 Bc2 60. g3 Bc3+ 61. Kg4 Ba3 62. h4 Bc3 63. Bb6+ Kf7 64. f5 h5+ 65. Kf4 Bc4+ 66. Kf3 Bc3+ 67. Kf4 Bc4+ 68. Kf3 Bc3+ 69. Ke4 1/2-1/2

#### 14. játszma
A játszmában Ting sokáig előnyösebben állt, és a játszma biztos döntetlennek nézett ki, azonban a végjátékban hibázott, amely a játszma és egyben a világbajnoki cím elvesztését jelentette számára.
Ting–Gukés világbajnoki döntő 14. játszma, 2024-12-12, Szingapúr, Zukertort-megnyitás, fordított Grünfeld (ECO A08)
1. Hf3 d5 2. g3 c5 3. Fg2 Hc6 4. d4 e6 5. O-O cxd4 6. Hxd4 Hge7 7. c4 Hxd4 8. Vxd4 Hc6 9. Vd1 d4 10. e3 Fc5 11. exd4 Fxd4 12. Hc3 O-O 13. Hb5 Fb6 14. b3 a6 15. Hc3 Fd4 16. Fb2 e5 17. Vd2 Fe6 18. Hd5 b5 19. cxb5 axb5 20. Hf4 exf4 21. Fxc6 Fxb2 22. Vxb2 Bb8 23. Bfd1 Vb6 24. Ff3 fxg3 25. hxg3 b4 26. a4 bxa3 27. Bxa3 g6 28. Vd4 Vb5 29. b4 Vxb4 30. Vxb4 Bxb4 31. Ba8 Bxa8 32. Fxa8 g5 33. Fd5 Ff5 34. Bc1 Kg7 35. Bc7 Fg6 36. Bc4 Bb1+ 37. Kg2 Be1 38. Bb4 h5 39. Ba4 Be5 40. Ff3 Kh6 41. Kg1 Be6 42. Bc4 g4 43. Fd5 Bd6 44. Fb7 Kg5 45. f3 f5 46. fxg4 hxg4 47. Bb4 Ff7 48. Kf2 Bd2+ 49. Kg1 Kf6 50. Bb6+ Kg5 51. Bb4 Fe6 52. Ba4 Bb2 53. Fa8 Kf6 54. Bf4 Ke5 55. Bf2 Bxf2 56. Kxf2 Fd5 57. Fxd5 Kxd5 58. Ke3 Ke5 0-1